# Kemenesmihályfa
Kemenesmihályfa je vas na Madžarskem, ki upravno spada pod okrožje Celldömölk Železne županije.